# Małe Skrzyczne

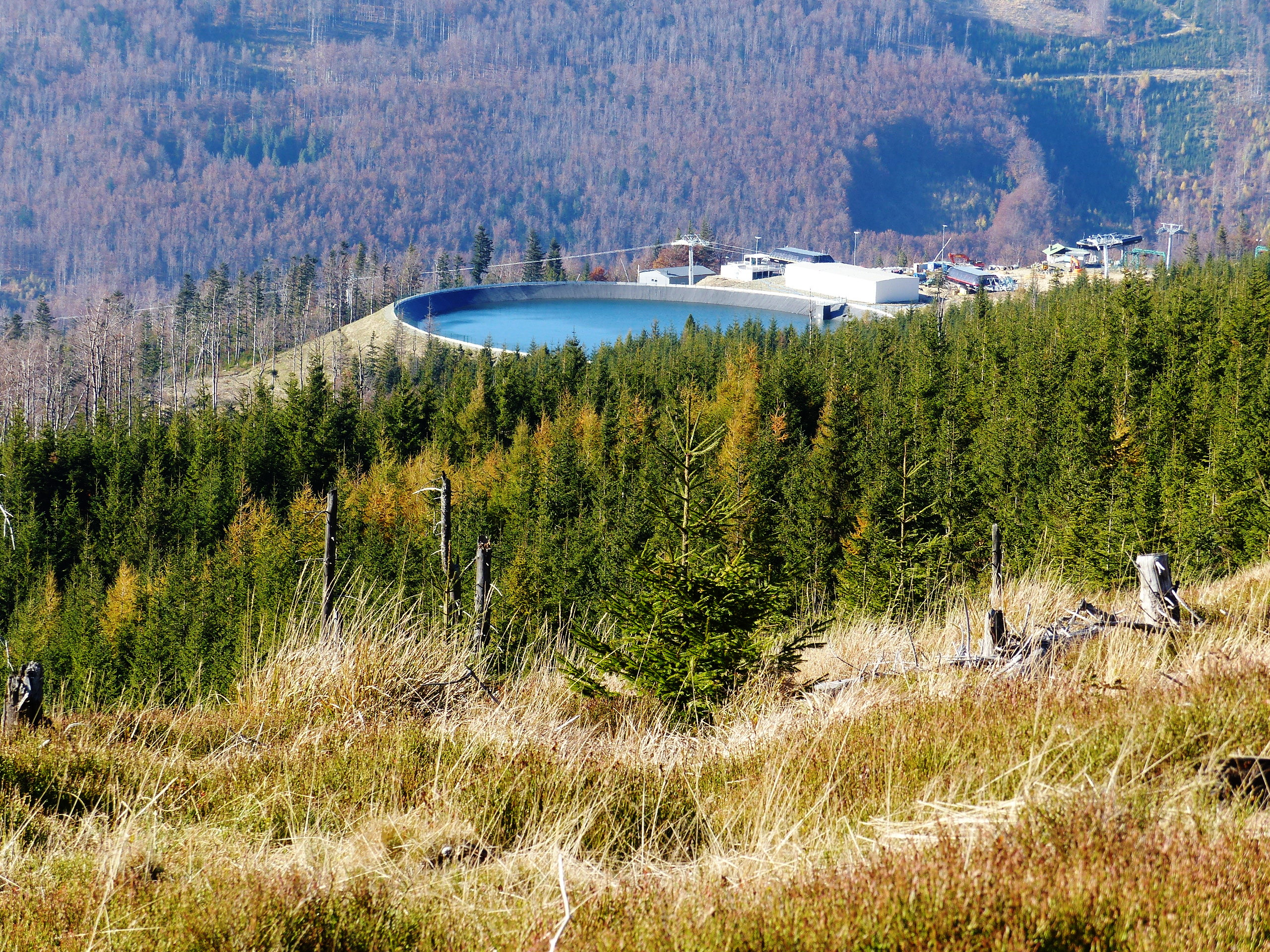
Staubecken im Hang

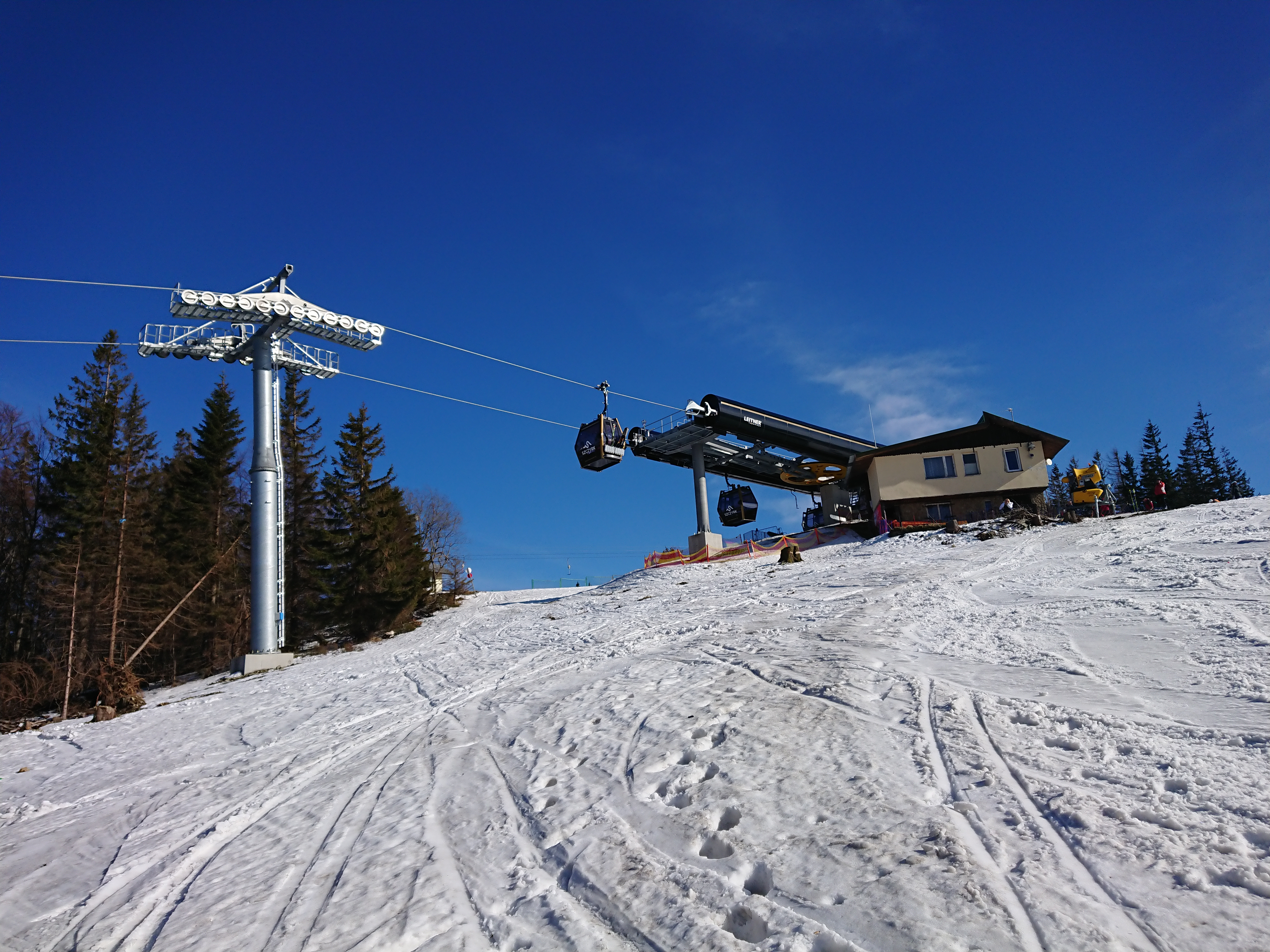
Skigebiet

Der Małe Skrzyczne (deutsch: Kleiner Skrzyczne) ist ein Berg in Polen. Mit einer Höhe von 1211 m ist er einer der höheren Berge  im Barania-Kamm in den Schlesischen Beskiden. Der Berg ist ein beliebtes Touristenziel mit vielen Ausblicken auf die benachbarten Gebirge und das Tiefland. Er liegt auf der Grenze zwischen der Stadtgemeinde Szczyrk und dem Powiat Żywiecki. Auf dem Berg befindet sich ein Staubecken.

## Tourismus
- Auf den Gipfel führen mehrere markierte Wanderwege von Szczyrk und Wisła
- Am Nordhang befindet sich das Skigebiet Szczyrk Mountain Resort